# キシレノール
キシレノール (xylenol) は、フェノール類の一種で、フェノール（石炭酸）に二個のメチル基が置換した構造を持つ化合物である。IUPAC命名法ではジメチルフェノールと表され、メチル基の位置が特定されていない場合のCAS登録番号 (CAS RN) は [1300-71-6]。飲んだり皮膚についたりするとやけどを起こす。
産業廃棄物の処理場付近の土壌検査で、有害物質として検査対象になっている。
6種類の位置異性体が存在する。いずれもほぼ無色の液体または固体である。化合物名の頭にある数字はメチル基の位置を表す。

2,3-ジメチルフェノール CAS RN [526-75-0] 融点 75 °C 沸点 218 °C
2,4-ジメチルフェノール CAS RN [105-67-9] 融点 75 °C 沸点 218 °C
2,5-ジメチルフェノール CAS RN [95-87-4] 融点 25.4-26 °C 沸点 211.5 °C
2,6-ジメチルフェノール CAS RN [576-26-1] 融点 74.5 °C 沸点 213.5 °C
3,4-ジメチルフェノール CAS RN [95-65-8] 融点 49 °C 沸点 203 °C
3,5-ジメチルフェノール CAS RN [108-68-9] 融点 64 °C 沸点 219.5 °C